# Gibber-Kultarr
Der Gibber-Kultarr (Antechinomys spenceri) ist eine Art aus der Familie der Raubbeutler (Dasyuridae), die im trockenen Zentrum von Australien im Norden von South Australia, im Südwesten von Queensland und im Süden des Northern Territory vorkommt.

## Merkmale
Der Gibber-Kultarr ist die größte Antechinomys-Art, hat kräftigere Gliedmaßen, längere Hinterbeine und einen robusteren, dickeren Kopf. Die Kopf-Rumpf-Länge beträgt 7,1 bis 10,8 cm, der Schwanz ist 12,1 bis 16,1 cm lang. Die Quaste am Schwanzende hat eine Länge von 4,3 bis 7,6 cm. Die Ohrlänge liegt bei 18,5 bis 28,3 cm. Der Hinterfuß hat eine Länge von 27 bis 30 mm. Die Schädelbasis ist mehr als 26 mm lang und die untere Zahnreihe ist stets mehr als 13 mm lang. Es gibt jedoch erhebliche morphologische Überschneidungen mit Antechinomys auritus und sicher können die zwei Arten nur durch die Morphologie des Gebisses unterschieden werden. Weibchen des Gibber-Kultarrs haben drei Zitzenpaare. Antechinomys spenceri fehlt die fünfte Zehe am Hinterfuß, ein Merkmal, das auch bei A. auritus und A. laniger auftritt.

## Lebensraum
Der Gibber-Kultarr lebt in Zentralaustralien in weitläufigen Steinwüsten (austr. gibber deserts) und ist offensichtlich eng an dieses Biotop gebunden. Das Verbreitungsgebiet im Südosten von Queensland stimmt in etwa mit den Einzugsbereichen von Georgina River und Diamantina River überein. Im Norden von South Australia kommt er in Sturts Steiniger Wüste und in den Steinwüsten vor, die sich vom Lake Eyre bis zu den MacDonnell Ranges erstrecken. Im Northern Territory lebt er eventuell in der westlichen Simpsonwüste.

## Fortpflanzung
Der Gibber-Kultarr pflanzt sich mehrmals im Jahr fort und der Beginn der Fortpflanzungsperiode wird eventuell durch die länger werdenden Tage ab Mitte des Südwinters ausgelöst. Die Weibchen werden von da an bis zu sechsmal brünstig, aber mit fortschreitender Saison nimmt die Dauer des Sexualzyklus ab. Die Trächtigkeitsdauer beträgt 12 Tage oder weniger. Bis zu sechs Jungtiere werden geboren und aufgezogen. Mit einem Alter von etwa 3 Monaten werden sie entwöhnt und sie sind mit 11,5 Monaten geschlechtsreif.

## Systematik
Antechinomys spenceri wurde 1906 durch den britischen Zoologen Oldfield Thomasa erstmals wissenschaftlich beschrieben. Die zwei Typusexemplare sind 1896 bei Charlotte Waters im Northern Territory gesammelt worden. Michael Archer synonymisierte die Art aufgrund einer zu ähnlichen Morphologie 1977 mit Antechinomys laniger. Westermann und Mitarbeiter stellten 2023 eine große genetische und morphologische Vielfalt innerhalb von Antechinomys laniger fest. Mitte 2025 wurde Antechinomys spenceri daraufhin im Rahmen einer Revision der Gattung Antechinomys wieder als eigenständige Art anerkannt.